# 十王町
十王町（じゅうおうまち）は、茨城県北部にあった多賀郡の町である。2004年11月1日に、日立市に編入された。

## 地理
- 現在の日立市の北部に位置する。
- 街の66％が森林で占められている[1]。
- 太平洋に面する。
- 町内には十王川、小石川が流れ、2本の河川の流域に集落や耕地が形成されている[1]。
- 町は多賀山地の一部に位置する。
- 日本で1ヶ所しかない、鵜の捕獲地。
- 十王の名の由来はかつて町内にあった「十王堂」。閻魔王ら10人の王を祭った、十王信仰の仏堂であったという[2]。

### 隣接していた自治体
- 高萩市
- 日立市
- 久慈郡里美村

## 歴史

### 沿革
- 1897年（明治30年）2月25日 - 川尻駅（現在の十王駅）が開業。
- 1955年（昭和30年）2月11日 - 櫛形村・黒前村・高萩市の友部が合併し十王村が発足。
- 1956年（昭和31年）1月1日 - 町制施行し十王町となる。
- 1968年（昭和43年）12月23日 - 十王町交通安全宣言[3]
- 1974年（昭和49年）2月12日 - 十王町の紋章を制定[4]。
- 1978年（昭和53年） - 十王町民の歌を決定[5]。
- 1986年（昭和61年）3月 
  - 町制30周年にあたり町の花、町の木、町の鳥を決定[6]。
  - 十王町民憲章を制定[3]。
- 2001年（平成13年）12月20日 - 非核平和の町宣言[6]
- 2003年（平成15年）
  - 1月22日 - 日立市・十王町合併検討懇話会が設置される[7]。
  - 4月1日 - 日立市・十王町合併協議会が設置される[7]。
- 2004年（平成16年）
  - 5月12日 - 日立市・十王町合併協定調印式が開催[8][9]。
  - 10月28日 - 十王町総合健康福祉センターJホールにて十王町閉町式典が開催[7]。
  - 11月1日 - 日立市に編入され消滅。読み方は「じゅうおうちょう」となる。

### 行政区域変遷
- 変遷の年表

| 十王町町域の変遷（年表） | 十王町町域の変遷（年表） | 十王町町域の変遷（年表）                                                                                                   |
| 年                       | 月日                     | 旧十王町域に関連する行政区域変遷                                                                                           |
| ------------------------ | ------------------------ | --- |
| 1889年（明治22年）       | 4月1日                   | 町村制施行により、以下の村が発足する。 - 黒前村 ← 黒坂村・高原村・山部村・福平村 - 櫛形村 ← 友部村・伊師本郷・伊師村の一部 |
| 1954年（昭和29年）       | 11月23日                 | 黒前村の一部（福平）・櫛形村の一部（友部の一部）が松岡町・高岡村・高萩町と合併し、高萩市が発足。                           |
| 1955年（昭和30年）       | 2月11日                  | 櫛形村・黒前村・高萩市の一部（友部）合併し、十王村が発足。                                                                 |
| 1956年（昭和31年）       | 1月1日                   | 十王村が町制施行し十王町になる。                                                                                           |
| 2004年（平成16年）       | 11月1日                  | 十王町は日立市に編入され、消滅。                                                                                           |

- 変遷表

|  | 福平村                                         | 黒前村 | 黒前村 | 昭和29年11月23日 高萩市 | 高萩市              | 高萩市                       | 高萩市 |
|  | 黒坂村                                         | 黒前村 | 黒前村 | 昭和30年2月11日 十王村  | 昭和31年1月1日 町制 | 平成16年11月1日 日立市に編入 | 日立市 |
|  | 高原村                                         | 黒前村 | 黒前村 | 昭和30年2月11日 十王村  | 昭和31年1月1日 町制 | 平成16年11月1日 日立市に編入 | 日立市 |
|  | 山部村                                         | 黒前村 | 黒前村 | 昭和30年2月11日 十王村  | 昭和31年1月1日 町制 | 平成16年11月1日 日立市に編入 | 日立市 |
|  | 伊師村の一部                                   | 櫛形村 | 櫛形村 | 昭和30年2月11日 十王村  | 昭和31年1月1日 町制 | 平成16年11月1日 日立市に編入 | 日立市 |
|  | 伊師本郷                                       | 櫛形村 | 櫛形村 | 昭和30年2月11日 十王村  | 昭和31年1月1日 町制 | 平成16年11月1日 日立市に編入 | 日立市 |
|  | 友部村                                         | 櫛形村 | 櫛形村 | 昭和30年2月11日 十王村  | 昭和31年1月1日 町制 | 平成16年11月1日 日立市に編入 | 日立市 |
|  | 昭和29年11月23日 高萩市 昭和31年2月11日 十王村 | 櫛形村 | 櫛形村 |                         | 昭和31年1月1日 町制 | 平成16年11月1日 日立市に編入 | 日立市 |

### その他
- 1976年（昭和51年）1月23日 - 高原地内の工場から出火。隣接した山林に燃え広がり40ha以上が延焼[13]。

## 行政
- 町長：和田浩一
- 一般会計（平成15年度当初予算）：5,521,500千円[14]
- 財政力指数（1999年～2001年平均）：0.404[14]

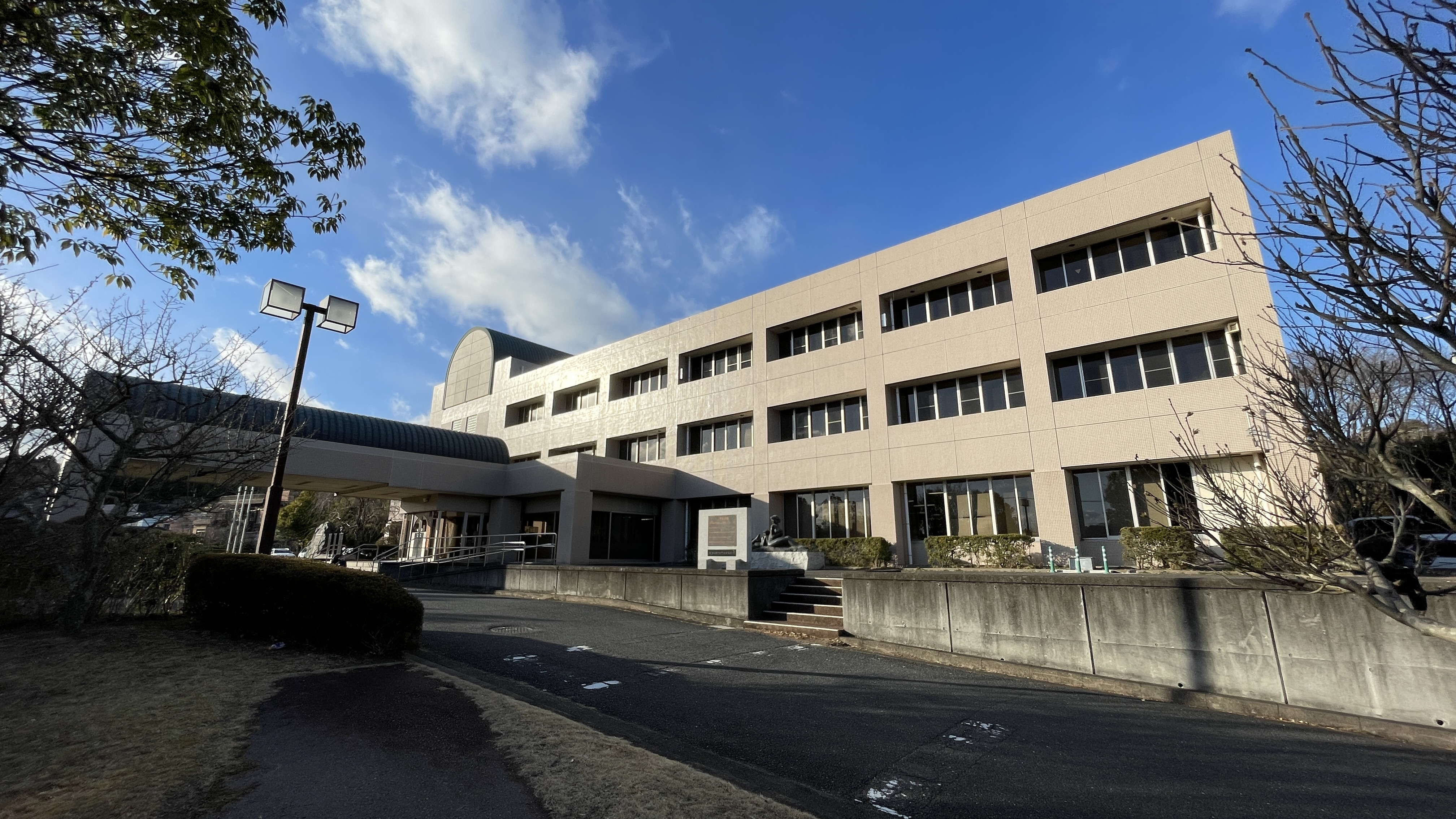
十王町役場（現：日立市役所十王支所・茨城県県北生涯学習センター、2024年1月）
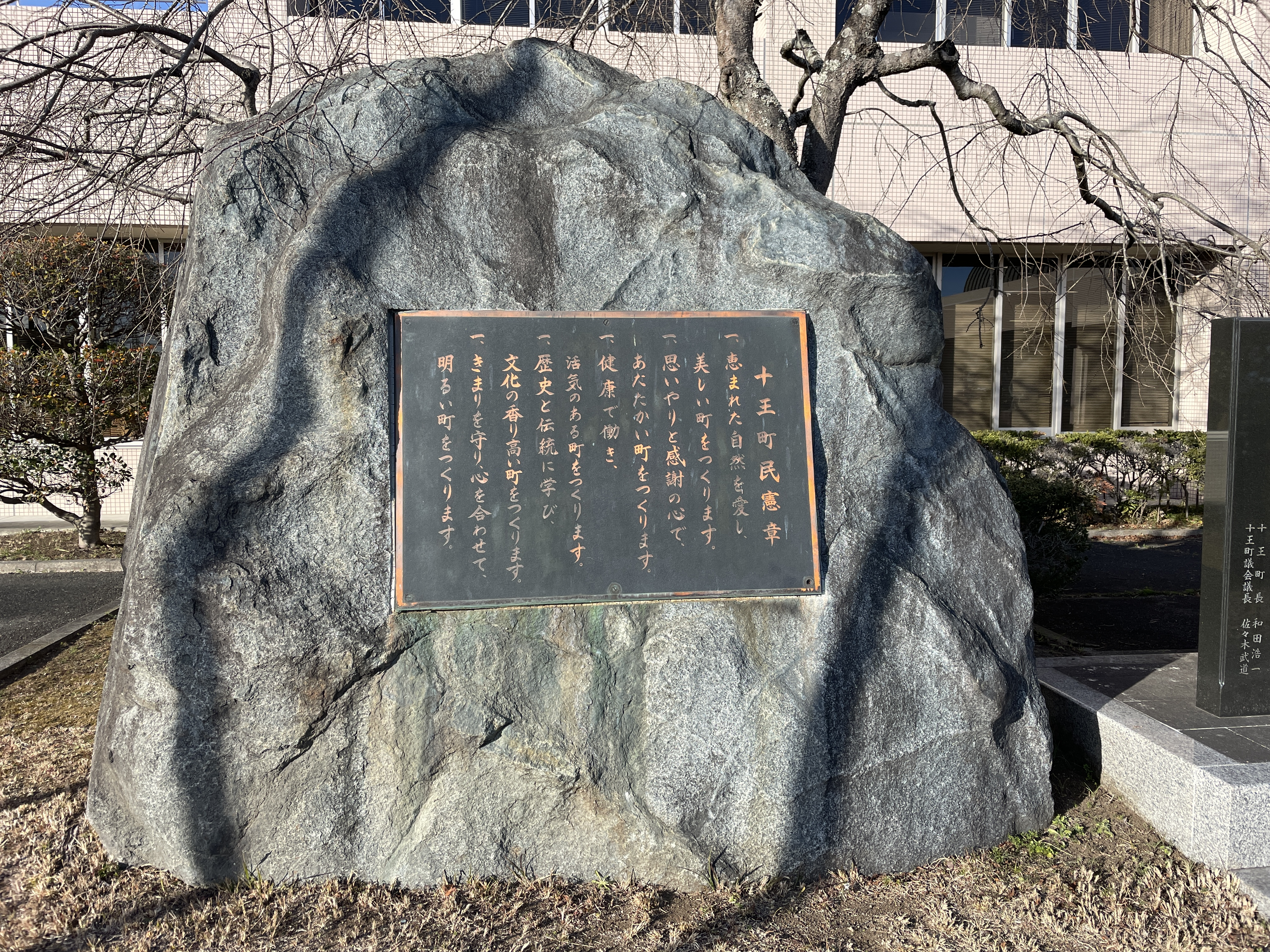
十王町民憲章碑（2024年1月）
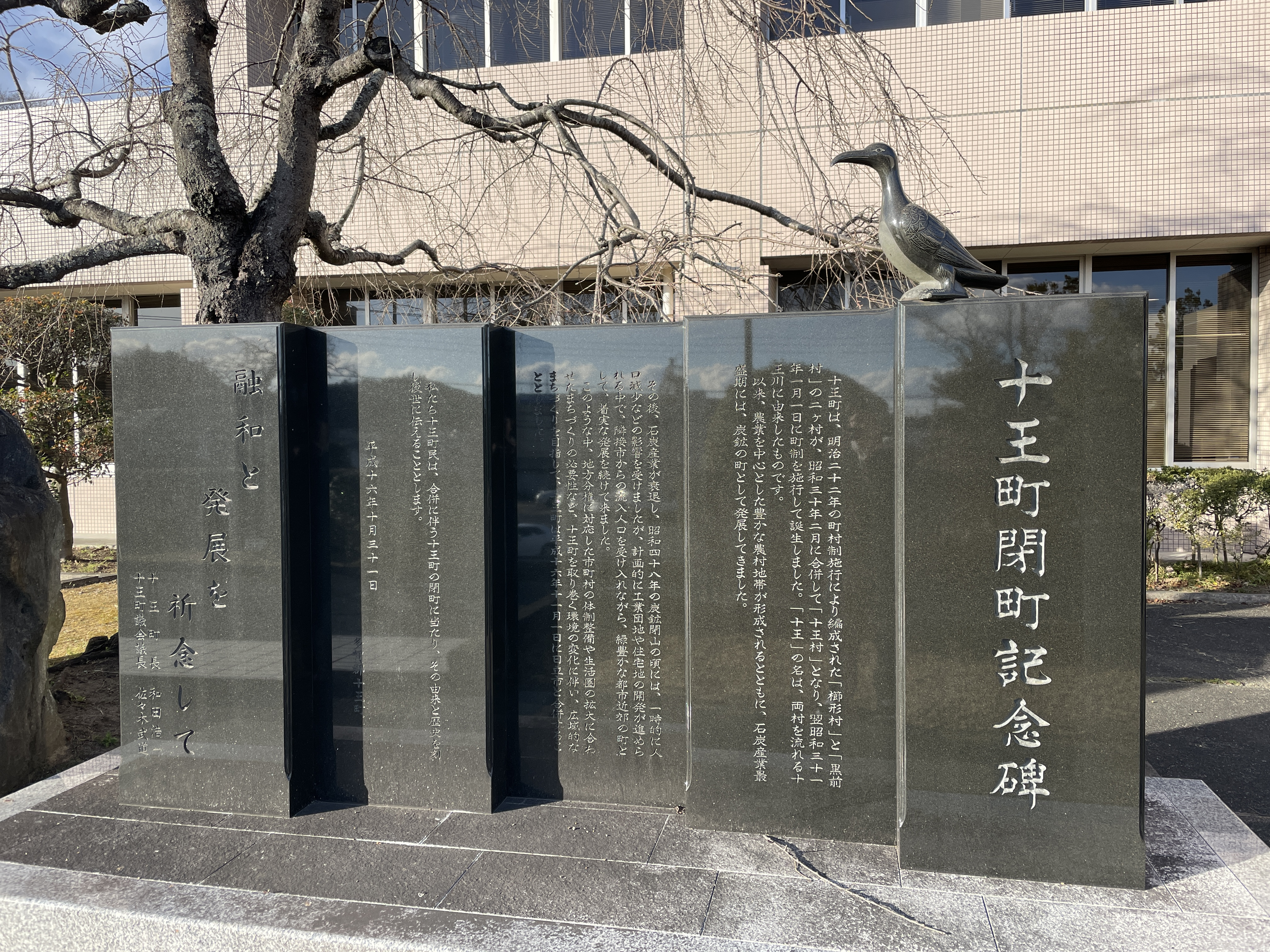
十王町閉町記念碑（2024年1月）

## 経済

### 産業

#### 産業別就業人口
2000年（平成12年）国勢調査
- 就業者総数：6,324人
  - 第1次産業：466人（7.4%）
  - 第2次産業：2,813人（45.5％）
  - 第3次産業：3,022人（47.8％）
  - 分類不能：23人（0.4％）

## 地域

### 町名・字名一覧
（出典：）
- 大字伊師
- 大字伊師本郷
- 大字黒坂
- 城の丘一丁目～五丁目
- 大字高原
- 大字友部
- 友部東一丁目～四丁目
- 大字山部

## 教育
- 十王町立十王中学校[17]
- 十王町立櫛形小学校[18]
- 十王町立山部小学校[19]
- 十王町立高原小学校[20]

## 交通

### 鉄道
- 東日本旅客鉄道
  - ■常磐線

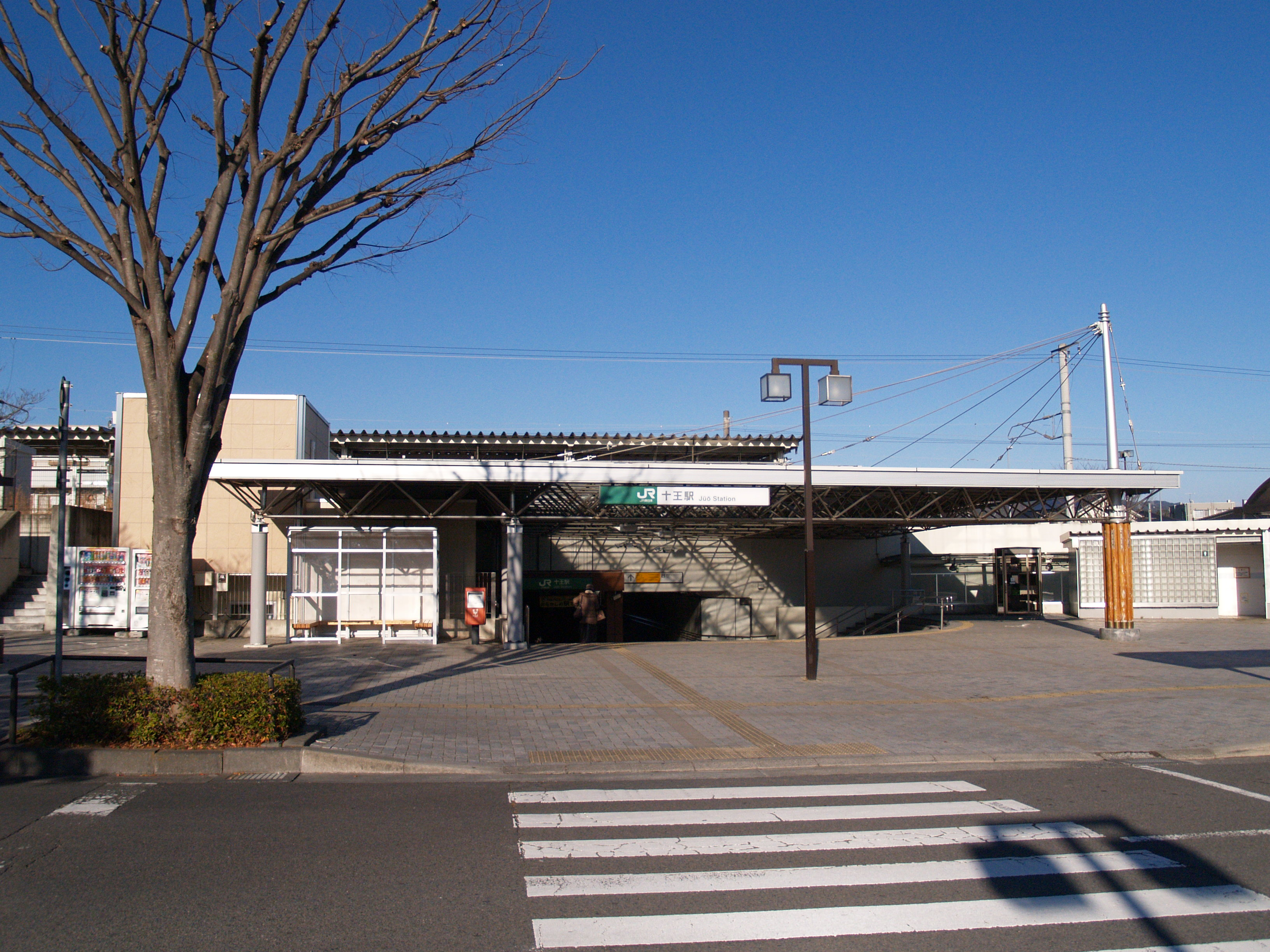
十王駅東口（2014年1月）

    - 川尻駅 → 十王駅（2004年3月13日、駅名改称）

### 道路
- 一般国道
  - 国道6号
  - 国道461号[21]
- 主要地方道
  - 茨城県道10号日立いわき線
  - 茨城県道60号十王里美線
- 一般県道
  - 茨城県道230号高萩友部線
  - 茨城県道297号十王停車場川尻線

## 金融機関
- 窓口あり
  - 常陽銀行 十王クイックステーション(相談窓口と紙幣専用のATM、通帳繰越機あり)
  - ゆうちょ銀行(郵便局) 十王郵便局 十王高原簡易郵便局
  - 茨城県信用組合 十王支店
  - 茨城ひたち農業協同組合 十王支店
- ATMのみ
  - セブン銀行（セブンイレブン）
  - ローソン銀行（〚ローソン〛2店舗）

町内で金融機関やATMが1ヶ所もない地区は山部、黒坂、城の丘である。高原の簡易郵便局は一時閉鎖したが復活した。

## 文化施設

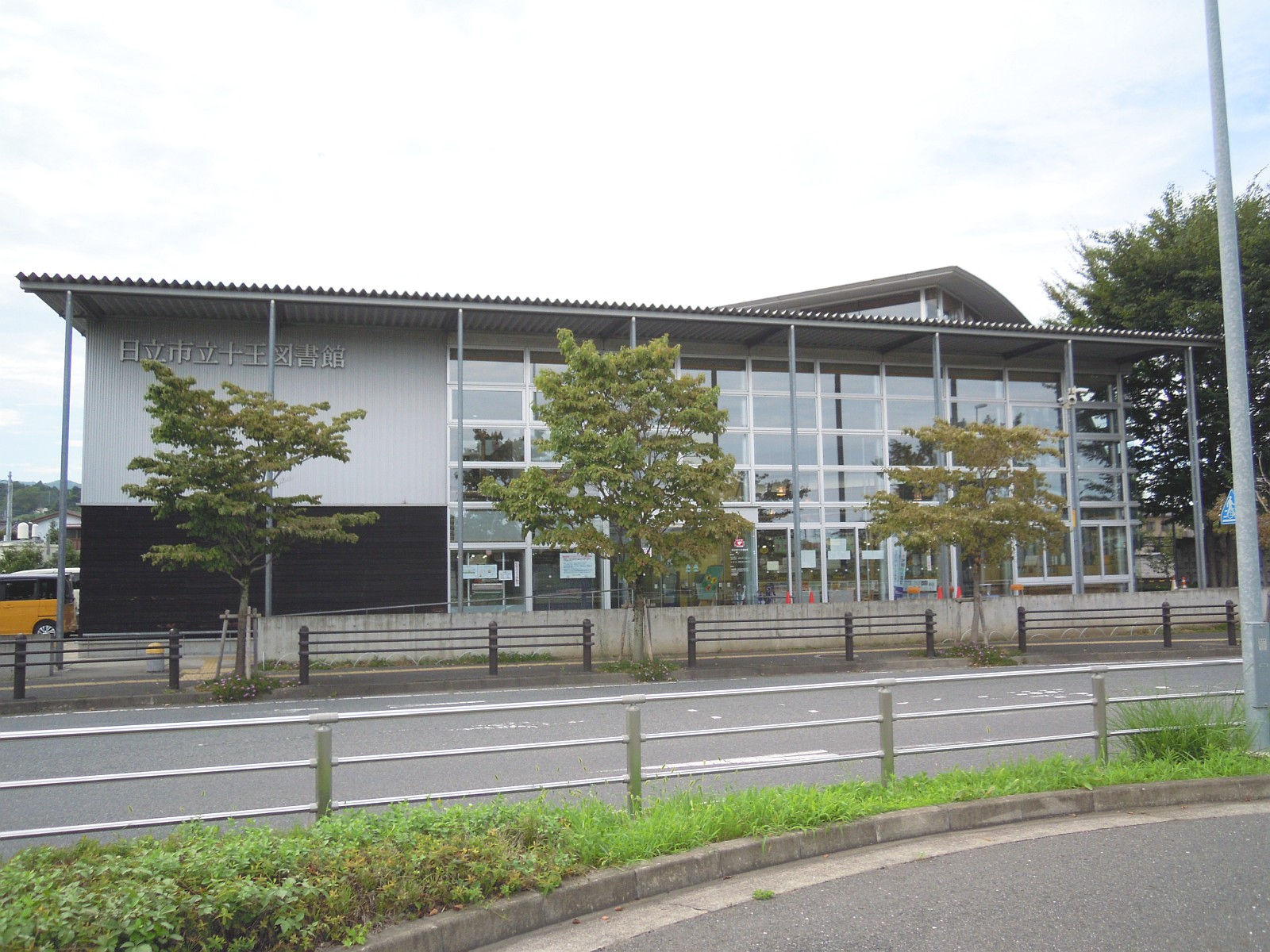
十王町立図書館（現：日立市立十王図書館、2017年8月）

### 公園
- 十王パノラマ公園[22]

### 公民館
- 十王町中央公民館[23]

### 図書館
- 十王町立図書館[24][25]

### 文化ホール
- 十王町総合健康福祉センター ゆうゆう十王 多目的ホール（Jホール）[26]

### スポーツ施設
- 十王町総合運動広場[27]
- 伊師町運動公園[28]
- 十王町テニスコート[29]

## 名所・旧跡・観光スポット・祭事・催事・施設

### 観光地

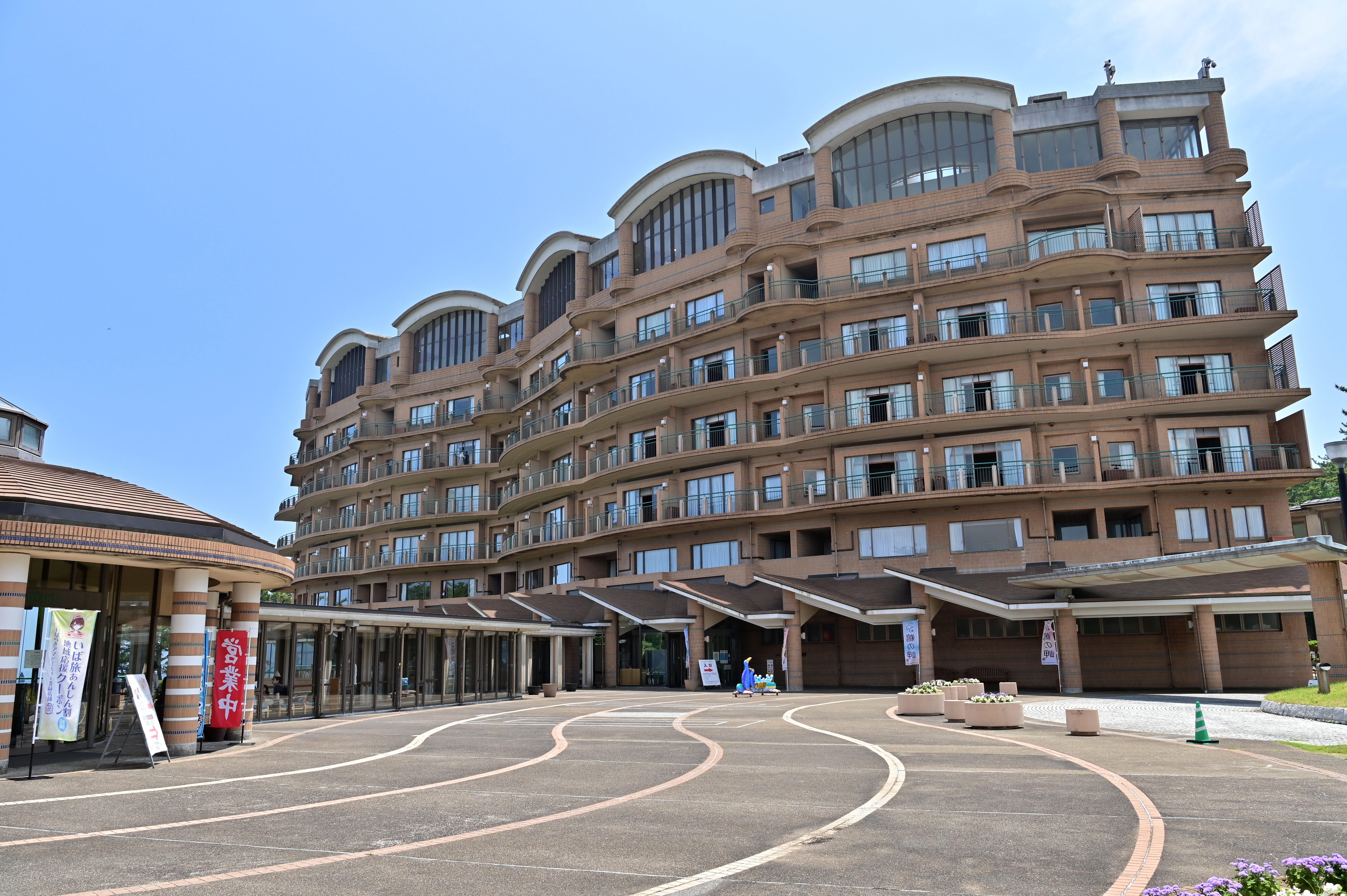
国民宿舎「鵜の岬」（2022年6月）

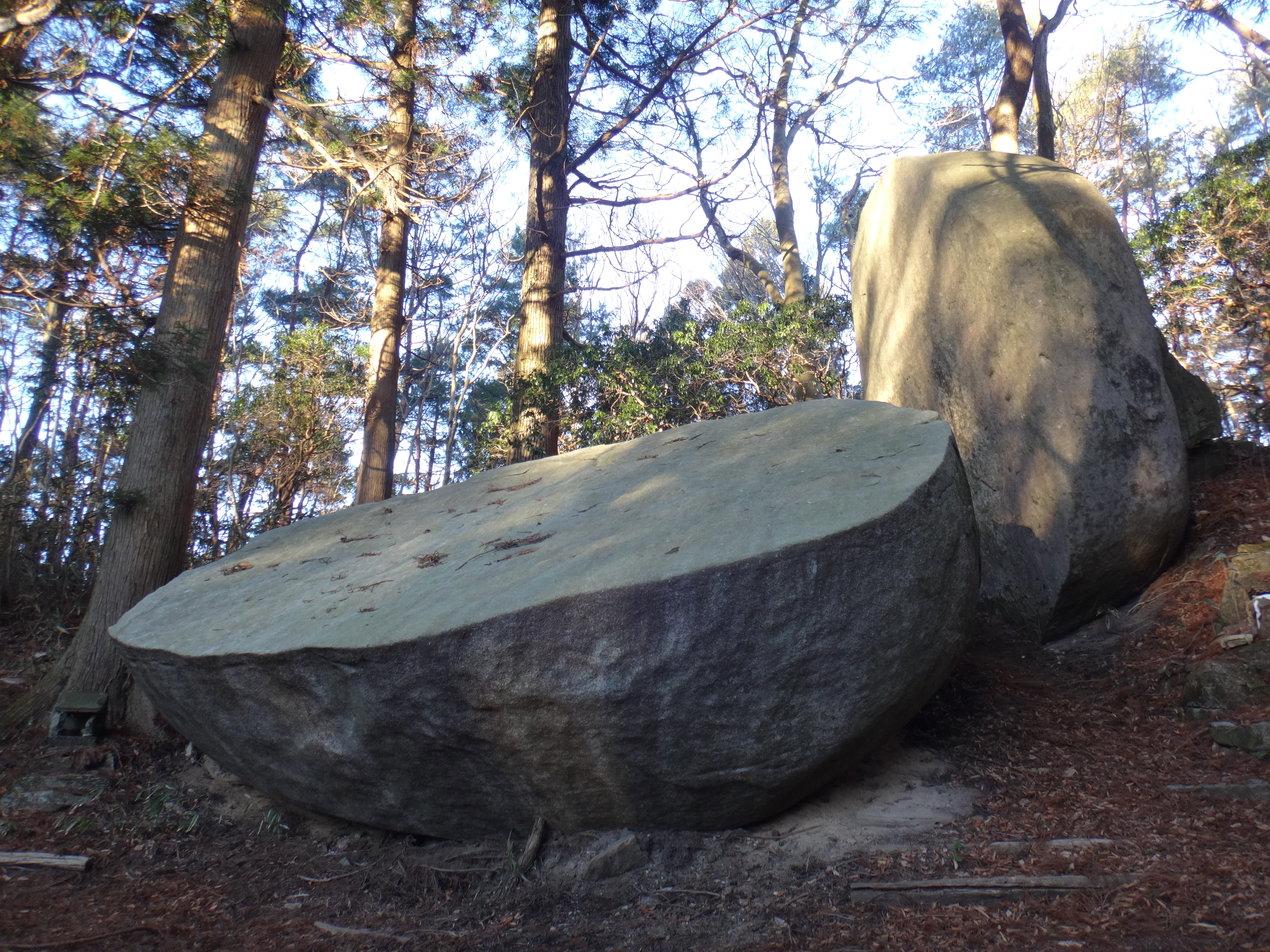
竪破山・太刀割石（2016年12月）

- 伊師浜海岸（白砂青松百選）
- 伊師浜海水浴場（日本の水浴場88選）
- 国民宿舎「鵜の岬」
- 鵜来来の湯十王
- 竪破山および太刀割石（たちわれいし）
- いぶき山イブキ樹叢 - 国の天然記念物

### 祭事
- 愛宕神社 火伏祭：3月第2日曜日開催[30]
- 十王まつり：8月第1日曜日開催[30]

### 施設
- 十王ダム
- 国立天文台 水沢VLBI観測所
- 十王前横穴墓群

## その他
- 市外局番：0293[31]